# Lutxegorsk
Lutxegorsk (en rus: Лучегорск) és un poble (un possiólok) del krai de Primórie, a l'Extrem Orient de Rússia, que el 2019 tenia 18.931 habitants. Fou fundada el 1966 a la riba del riu Kontrovod.